# Saint-Germain-de-Montgommery

Saint-Germain-de-Montgommery este o comună în departamentul Calvados, Franța. În 1 ianuarie 2018 avea o populație de 168 de locuitori.